# Aytonerpeton microps
Aytonerpeton microps è un tetrapode estinto, i cui resti fossili sono stati ritrovati in terreni risalenti al Carbonifero inferiore (Tournaisiano, circa 355 - 350 milioni di anni fa) in Scozia.

## Descrizione
Questo animale è noto solo grazie a un cranio parziale e ad alcune ossa dello scheletro sparse e visibili nella matrice rocciosa solo grazie a una microtomografia assiale computerizzata. Il cranio è ben conservato e si suppone che fosse lungo circa 5 centimetri. L'intero animale potrebbe essere stato lungo circa 25 centimetri ed essere stato vagamente simile a una salamandra. Aytonerpeton era dotato di alcune autapomorfie: due grandi denti premascellari e un ulteriore grande spazio per un altro dente nella parte posteriore della premascella, un totale di cinque denti nella premascella, una sinfisi dotata di un solo dente, i coronoidi privi di zigrinatura, il lacrimale a forma di L, il vomere con almeno un dente, il palatino con una grande zanna ma privo di denti più piccoli, l'ectopterigoide con almeno due denti e forse più. I caratteri derivati di Aytonerpeton comprendevano la presenza della linea laterale sulla mascella e le ossa nasali, i denti della mandibola più grandi e in misura minore rispetto ai denti marginali superiori, una singola finestra di Meckel, vacuità interpterigoidee più lunghe che ampie, una singola zanna parasinfisiale sul dentale e un ilio con un singolo processo iliaco a forma di cinghia (un elemento che si riscontra anche nei temnospondili e che è presente qui per la prima volta fra i tetrapodi). Tutte queste caratteristiche si riscontrano anche nei colosteidi. 
In generale, il muso di Aytonerpeton era corto e di lunghezza simile a quella dell'orbita, mentre la narice e la coana erano entrambe molto grandi rispetto alle dimensioni del cranio (più grandi che in Greererpeton). I denti premascellari ingranditi richiamano quelli dei colosteidi successivi, ma non era presente la corrispondente tacca mandibolare per ospitarli. Le zampe gracili richiamano quelle di Colosteus piuttosto che quelle di Greererpeton. 

## Classificazione
Aytonerpeton microps venne descritto per la prima volta nel 2016, sulla base di un fossile ritrovato nella zona di Burnmouth Ross in Scozia, nella formazione Ballagan. Aytonerpeton sembrerebbe essere stato un arcaico rappresentante del gruppo dei colosteidi, o forse un loro lontano parente più basale. Altri suoi possibili parenti sono Perittodus (anch'esso ritrovato in terreni coevi e più o meno nella stessa zona), l'enigmatico Sigournea e l'antico Ymeria del Devoniano.